# Дальний (Мордовия)
Дальний — посёлок, центр сельской администрации в Лямбирском районе. Население 138 чел. (2001), преимущественно русские.
Находится на реке Малой Атьме, в 28 км от районного центра и 24 км от железнодорожной станции Красный Узел. Основан в 1920 г. переселенцами из с. Говорова. Название-определение: указывает на отдалённость от места переселения. В «Списке населённых пунктов Средне-Волжского края» (1931) Дальний — посёлок из 64 дворов (428 чел.) Ромодановского района. В 1931 г. был создан колхоз «Большевик», с 1965 г. — укрупненный совхоз «Николаевский», с 1999 г. — СХПК. В современной инфраструктуре посёлка — средняя школа, клуб, библиотека. В Дальнюю сельскую администрацию входят д. Николаевка (365 чел.) и Языково (32 чел.).

## Население
| 2002 | 2010 |
| ---- | ---- |
| 152  | ↘113 |

## Источник
- Энциклопедия Мордовия, Т. М. Котлова.